# Gare de Vernand-Camarès
La halte de Vernand-Camarès est une halte ferroviaire du chemin de fer Lausanne-Échallens-Bercher située dans le lieu-dit de Vernand-Camarès sur le territoire de la commune de Lausanne, dans le canton de Vaud, en Suisse.

## Situation ferroviaire
Établie à 598 m d'altitude, la gare de Vernand-Camarès est située au point kilométrique 5,85 de la ligne Lausanne – Bercher (101). Elle se situe entre la gare de Romanel et la halte de Bel-Air. La halte abrite aussi une sous-station électrique, faisant d'elle un point important de la ligne. Deux sectionneurs électriques permettent d'accéder à la ligne de contact (ils sont visibles dans la Galerie de photos ci-dessous).

## Histoire
La station est construite en 1936 à la suite de l'électrification de la ligne l'année précédente. Durant tout le reste du XXe siècle et jusqu'à maintenant, son histoire ne va pas vivre grands bouleversements puisque le bâtiment actuel est toujours celui d'origine.
Au début du XXIe siècle, la station vit toutefois quelques transformations. En effet, en 2010, on prévoit que la halte doit être adaptée pour permettre la circulation des trains au quart d'heure. Les coûts pour effectuer ces travaux ayant été estimés à 500 kCHF répartis pour moitié entre la ville de Lausanne et le LEB. Aussi, dès l'année suivante, la commune de Lausanne a décidé, le 23 mars 2011, d'allouer 300 kCHF pour la réalisation de ces nouveaux aménagements. Les passages à niveau non gardés nos 24 et 25 situés respectivement aux points kilométriques 5,840 et 5,878 sont supprimés et le 24 novembre 2011, la compagnie du LEB ainsi que la commune de Lausanne inaugurent une nouvelle route permettant l'accès aux immeubles situés derrière la gare sans plus avoir à traverser les voies. Cela sert aussi de lancement des autres transformations que la gare va subir. En outre, le quai doit être rehaussé à une hauteur de 55 cm et la salle d'attente réhabilitée.
Ainsi, au printemps 2012, les travaux sont exposés au Grand Conseil par le Conseil d'État et commencent lors de l'été pour la route cantonale 401 B attenante à la station et l'automne pour le nouveau quai de la halte. Ces travaux sont devisés à 1 951 000 CHF. Pour appliquer ces changements, la route cantonale subit un ripage d'environ 4 m de large direction Lausanne et 6 m de large direction Cheseaux-sur-Lausanne pour une longueur de 320 m. Cela permet d'installer un quai de 100 m terminé à chaque extrémités par un accès à un passage pour piétons avec îlots traversant la route cantonale. 75 cm séparent le mur de soutènement du quai de la route afin d'éviter que les véhicules le touchent. Les conduites de gaz et d'eau sont adaptées et 3 pylônes électriques de la ligne sont déplacés. Les travaux de ripage de la route et son nouveau tracés sont rendus possibles par l'expropriation de 1 431 m2 de terrain industriel rachetés au prix de 30 CHF m−2 aux propriétaires alentour.
Les caractéristiques précises du quai sont les suivantes : une longueur de 90 m pour une largeur de 2,95 m et une hauteur par rapport aux rails de 55 cm. Il comporte un abri pour voyageur de 20 m de long pour 2 m de large et approximativement 2,4 m de hauteur. Chaque extrémité du quai est en rampe de 100 ‰ donnant sur des passages pour piétons. La partie du quai située du côté des voies est délimitée par une bande de sécurité tactilo-visuelle et une barrière de sécurité protège le quai à l'ouest des voies ainsi que tout le long du côté route. Ce quai permet d’accueillir des compositions longues formées de deux automotrices avec voiture centrale et voiture pilote couplées en unité multiple, soit six voitures au total.
À la différence de la modification de la route cantonale où les frais sont répartis pour moitiés entre la compagnie du chemin de fer Lausanne-Échallens-Bercher et l'État de Vaud, les frais de construction du quai sont intégralement assumés par la compagnie ferroviaire.
La salle d'attente bâtie en 1936 est transformée en deux locaux techniques, la nouvelle salle d'attente la remplaçant se situe sur le nouveau quai. Là aussi, les frais sont entièrement payés par le LEB.

Tout ceci s'inscrit, en plus du fait de l'introduction de l'horaire cadencé au quart d'heure, dans le cadre de la loi fédérale sur les chemins de fer qui dans son article 19 alinéa 1 stipule :

« L'entreprise de chemin de fer est tenue de prendre, conformément aux prescriptions du Conseil fédéral et aux conditions liées à l'approbation des plans, les mesures nécessaires pour assurer la sécurité de la construction et de l'exploitation ferroviaire, ainsi que pour empêcher que des personnes ou des choses ne soient exposées à des dangers. »

Ceci afin d'augmenter la sécurité de cette halte.
Le nouveau quai, qui se situe de l'autre côté de la voie par rapport à l'ancien, est mis en service le mardi 4 décembre 2012.

## Service voyageurs

### Accueil
La halte dispose, comme pour toutes les autres haltes de la compagnie, d'un banc abrité ainsi qu'un distributeur de billets des CFF, un interphone d'urgence, un oblitérateur pour les cartes multicourses et un boîtier avec boutons-poussoirs pour demander l'arrêt du train. Elle est protégée par vidéosurveillance.

### Desserte
La halte de Vernand-Camarès est desservie par des trains régionaux à destination de Bercher, d'Échallens et de Lausanne-Flon.
En 2013, la halte compte une moyenne de 250 passagers par jour, soit 1,18 % des mouvements journaliers de la ligne.

## Galerie de photos

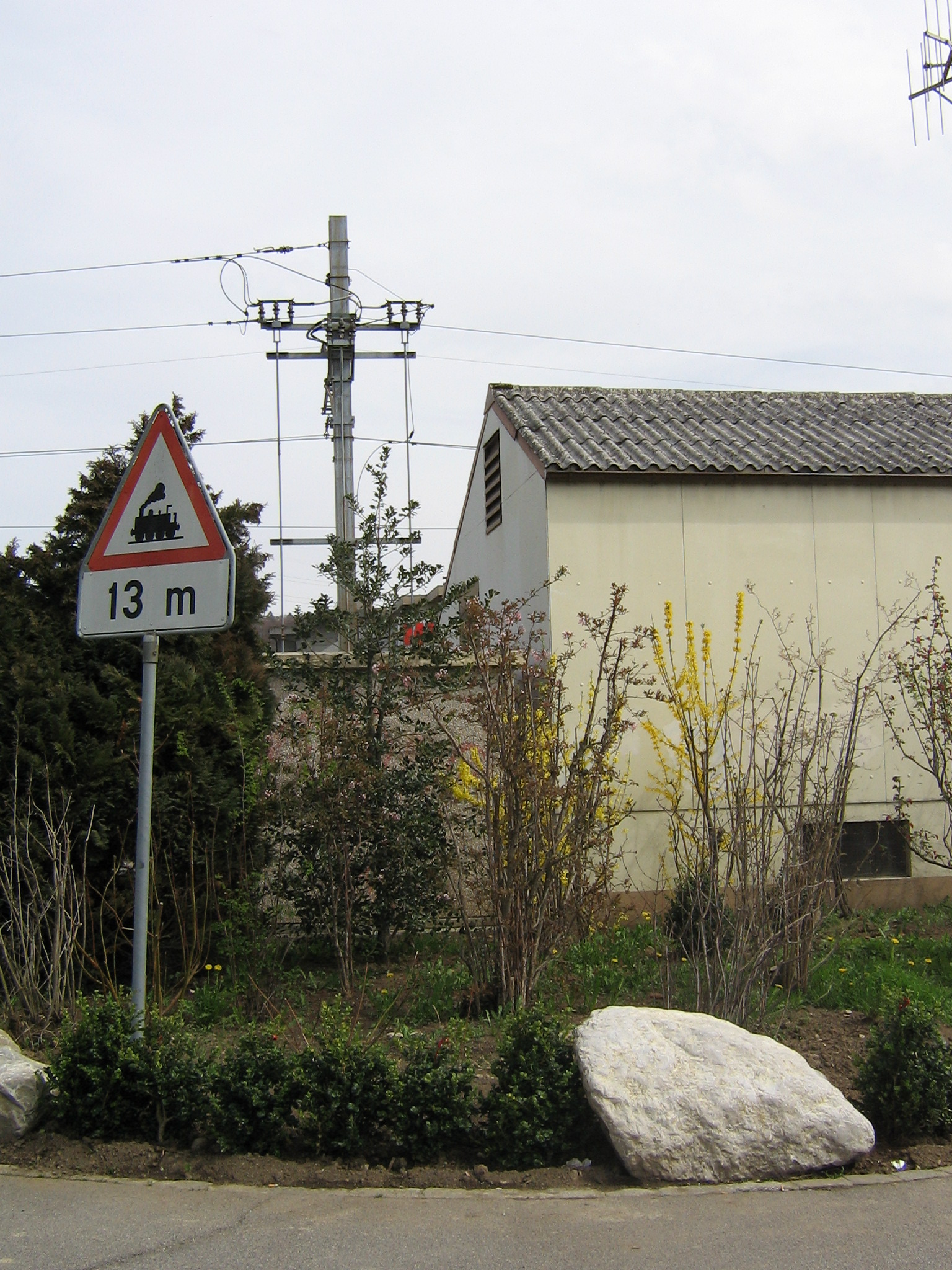
Vue arrière du bâtiment technique
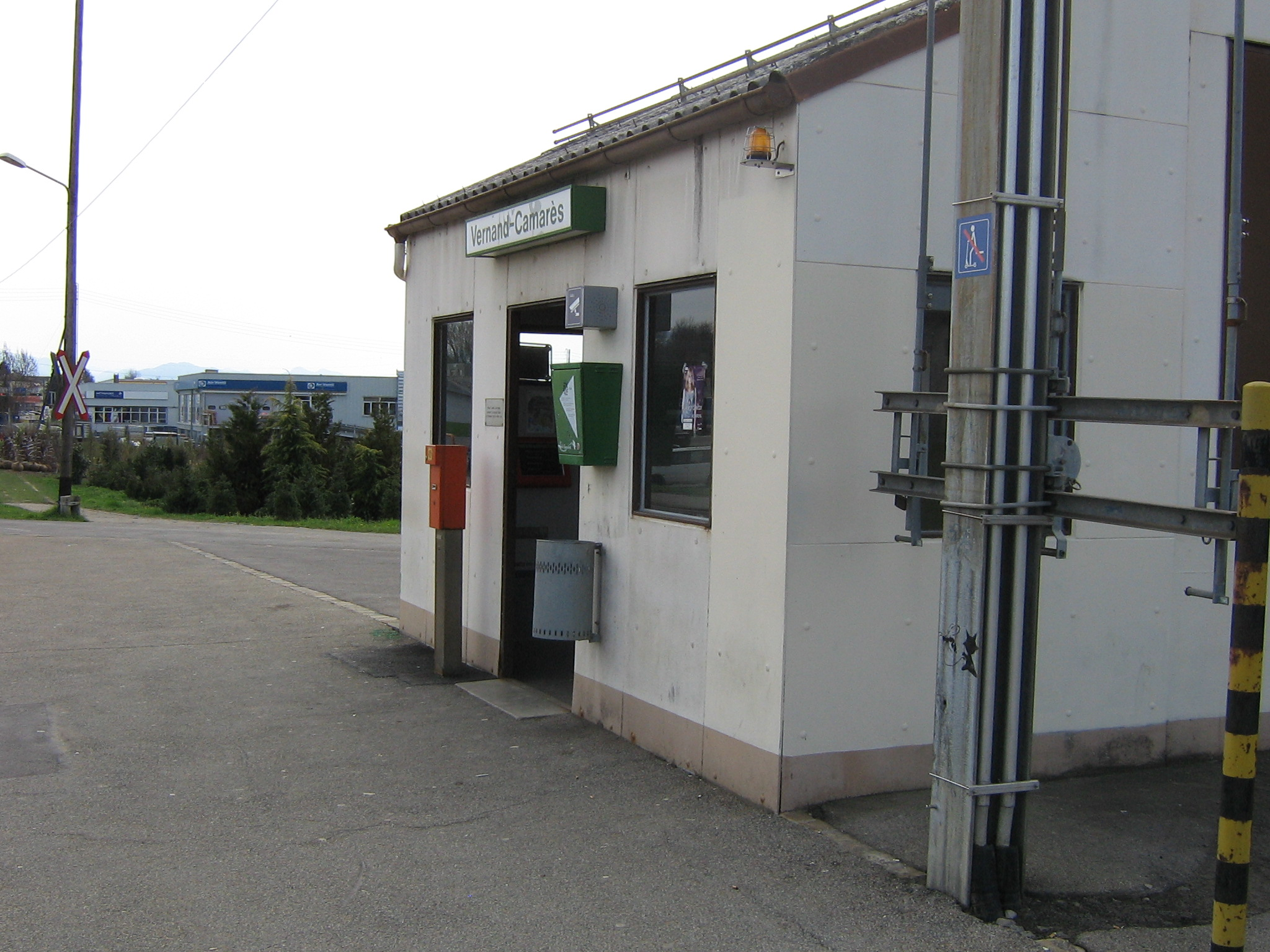
Vue du bâtiment technique lorsqu'il servait encore d'abri pour les voyageurs
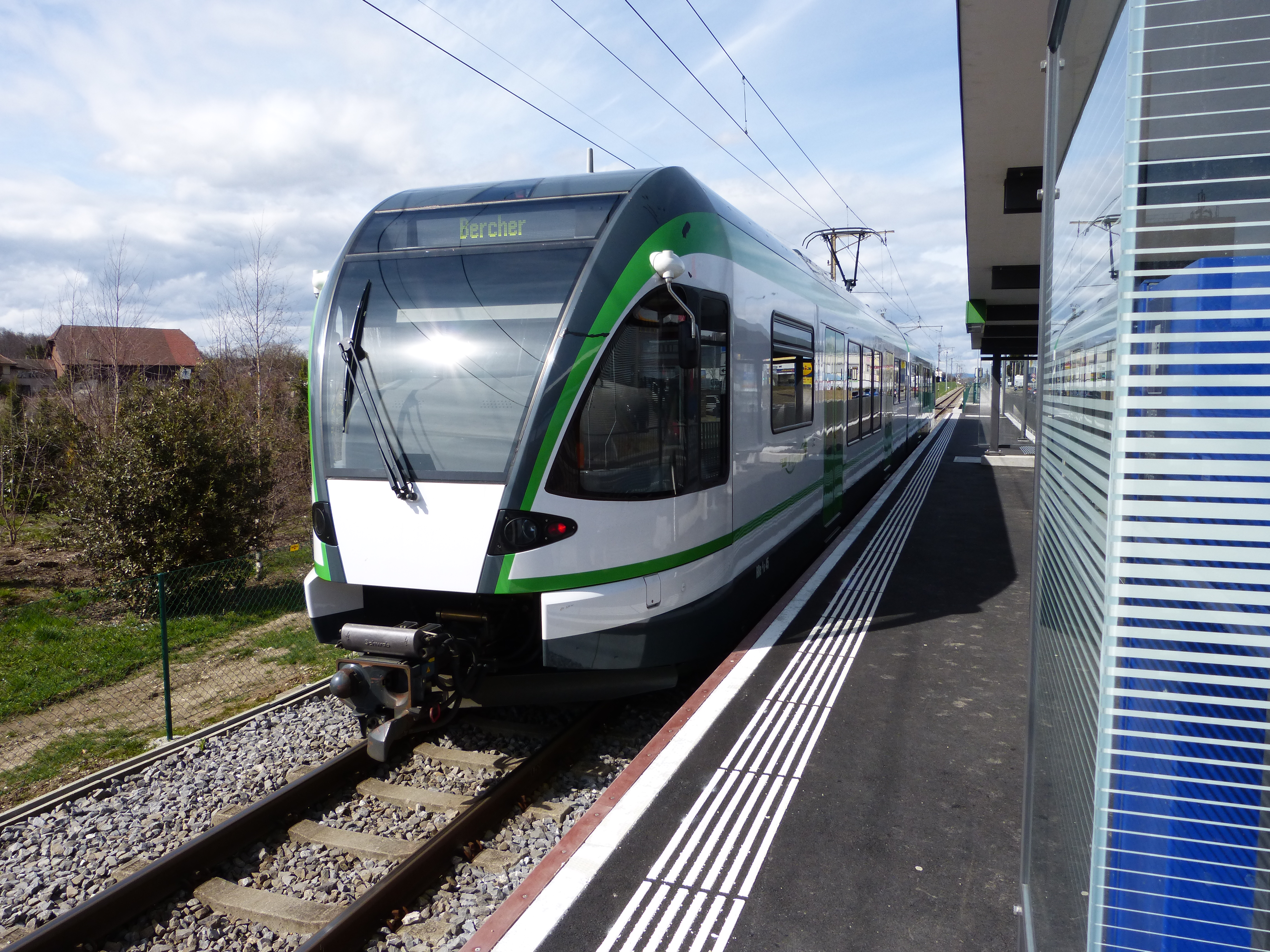
RBe 4/8 45 marquant l'arrêt à la station
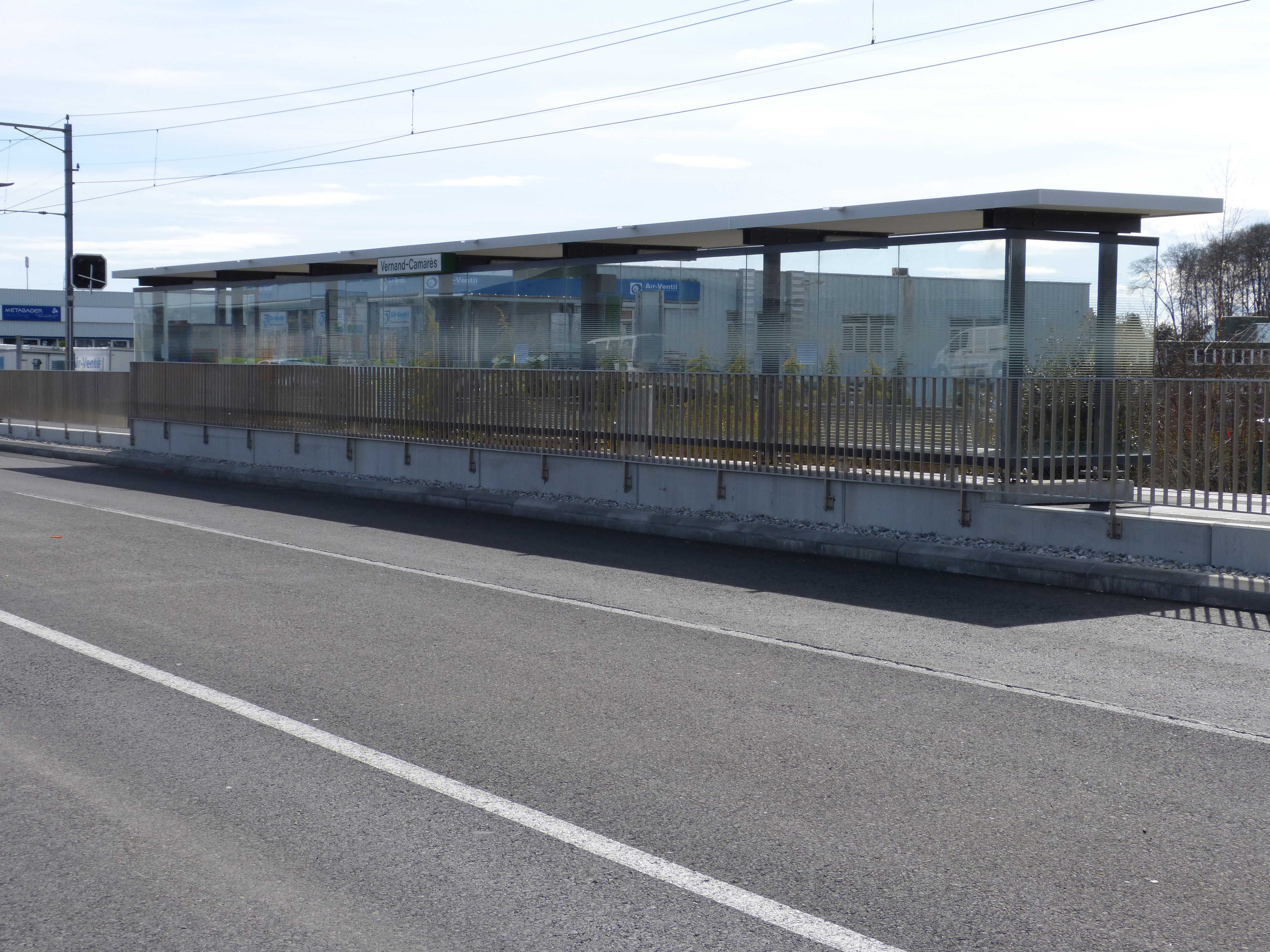
Vue arrière de l'abri de l'actuelle station